# سوفيكو غورامشفيلي
سوفيكو غورامشفيلي (مواليد 1 يناير 1991) (بالجورجية: სოფიკო გურამიშვილი) لاعبة شطرنج جورجية.
شاركت في بطولة العالم للشطرنج النسوية في عامي 2015 و2017.

## مسيرتها
فازت في فئة الفتيات تحت 16 عامًا في بطولة العالم للشطرنج للشباب عام 2006.
فازت بالميدالية البرونزية في الحدث النسائي لبطولة الجامعة العالمية للشطرنج 2010 في زيوريخ.
في يناير 2012، فازت غورامشفيلي بدورة روبن.

## حياتها الشخصية
في 18 يوليو 2015، تزوجت من لاعب الشطرنج الهولندي أنيش غيري.

## روابط خارجية
- سوفيكو غورامشفيلي على موقع الاتحاد الدولي للشطرنج (الإنجليزية)
- سوفيكو غورامشفيلي على موقع مباريات الشطرنج (الإنجليزية)
- سوفيكو غورامشفيلي على موقع 365Chess.com (الإنجليزية)
- سوفيكو غورامشفيلي على موقع Chesstempo.com (الإنجليزية)